# AvtoVAZ

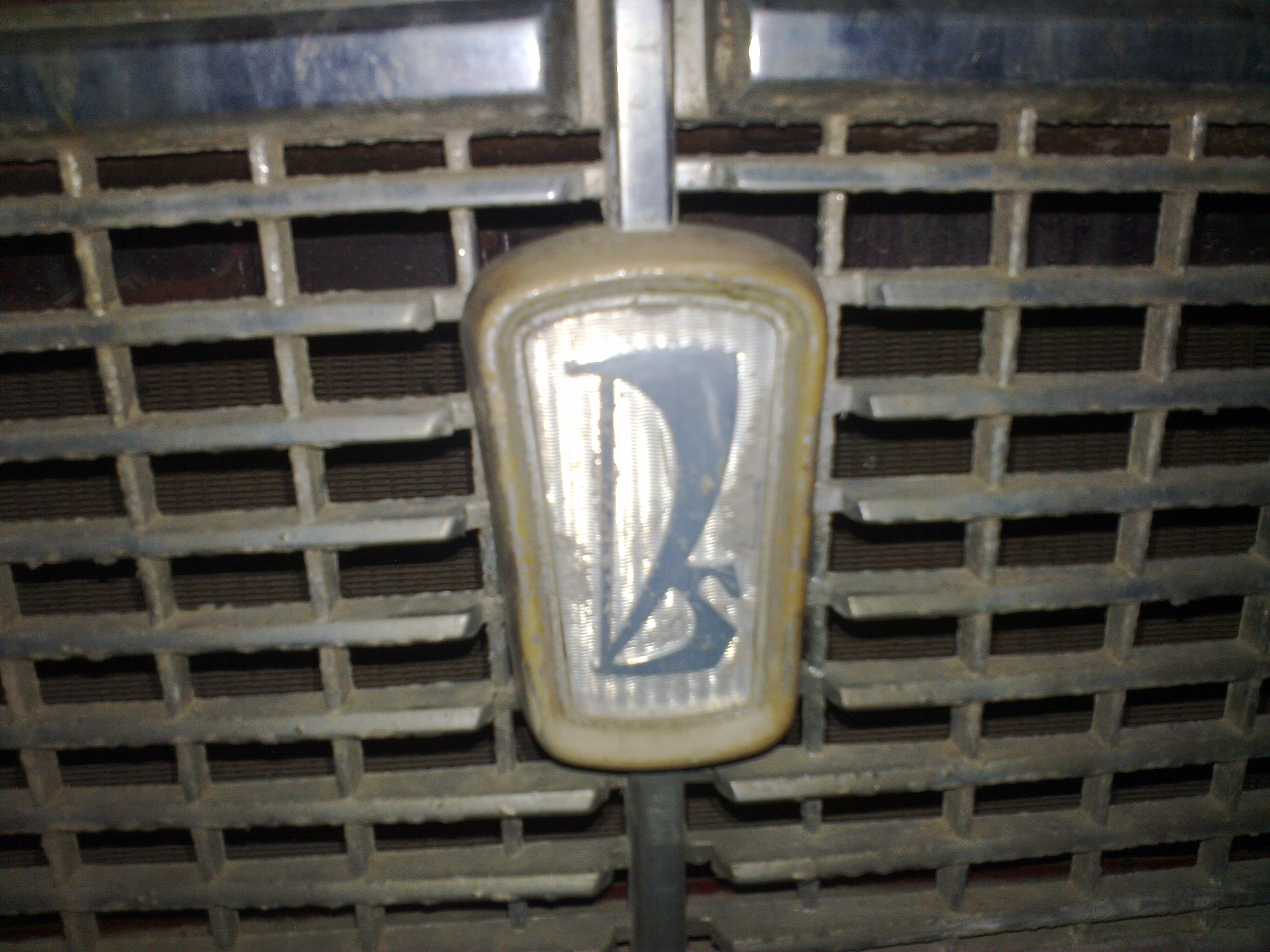
Emblema utilizado no Lada 2105 ou Riva/Laika e Lada Samara

AvtoVAZ (em russo:  АвтоВАЗ) é uma montadora de automóveis russa que produz carros através de sua marca Lada. É mais conhecida como Lada, denominação adotada nos anos 60 quando operou em parceria com a Fiat. A fábrica é sediada em Togliatti. Os veículos Lada foram vendidos no Brasil durante o período de abertura econômica do governo Collor. O modelo 2105, também conhecido como Lada Laika ou Lada Riva é um dos que estão a mais tempo em produção. Outros modelos importantes são o Niva e o Samara.
Foi uma subsidiária da Renault de 2016 a 2022, quando passou a ser de controle da NAMI, um centro de pesquisa apoiado pelo Estado.

## Parceria com a Renault
Em 8 de dezembro de 2007 foi anunciada uma parceria entre empresas estatais russas e a Renault para revitalizar a AvtoVAZ e a marca Lada. O estado russo, via empresas estatais, e a Renault serão sócios na proporção de 50% para cada em uma sociedade de propósito específico que, por sua vez, deterá pelo menos 50% de participação no capital da AvtoVAZ.
De acordo com o chefe da estatal Russian Technologies (Rostec), controladora da AvtoVAZ na época, Serguei Tchemezov, a Renault e a montadora russa pretendem fazer um carro custando cerca de 15 mil dólares e elevar a produção para 1,5 milhão de veículos por ano. Em 2012 a Renault aumentou sua participação na empresa para 67% através de um novo acordo a tornando assim sua controladora, enquanto a Rostec se tornou sócio minoritário.
Em 16 de maio de 2022, a Renault vendeu sua participação na AvtoVAZ para a Central Research and Development Automobile and Engine Institute (NAMI), um centro de pesquisa apoiado pelo Estado, por um rublo. O acordo tem uma opção de recompra pela Renault dentro de seis anos após a venda. Na ocasião, o Grupo Renault, que tinha 30% do mercado russo de veículos e empregava 45 mil pessoas no país também cedeu sua participação integral na Renault Rússia.
- Lada 2105 conhecido também como Lada Laika/Riva
- Lada Samara
- Lada Kalina (sedan)
- Lada Niva